# Samir Chatterjee
Samir Chatterjee (* 1955) ist ein indischer Tabla-Spieler und Musikpädagoge.

## Leben und Wirken
Chatterjee war in seiner Jugend Schüler von Bankim Ghosh, Balaram Mukherjee, Rathin Dhar und Mohammad Salim und vervollkommnete seine Ausbildung später bei Amalesh Chatterjee und ab 1984 bei Shyamal Bose.
Er war einer der prominenten Musiker bei All India Radio und begleitete namhafte indische Musiker wie Ravi Shankar, Vilayat Khan, Bhimsen Joshi, Jasraj, Nikhil Banerjee, Vishnu Govind Jog, Shivkumar Sharma, Hariprasad Chaurasia, Brij Bhusan Kabra, M. S. Gopalakrishnan, Amjad Ali Khan, Salamat Ali Khan, Sultan Khan, Munawar Ali Khan, Lakshmi Shankar, Prabha Atre, Gour Goswami, Vijay Raghav Rao, G. S. Sachdev, Raghunath Seth, Bahadur Khan, Shyam Ganguly, Buddhadev Das Gupta, Manilal Nag, Ashis Khan, Shujaat Khan, Ajoy Chakrabarty, Rashid Khan, Tejendra Narayan Majumdar und Debashish Bhattacharya.
Chatterjee lebt in New York, wo er durch seine Zusammenarbeit mit Pauline Oliveros, Ravi Coltrane, Dave Douglas, Myra Melford, Steve Gorn, Glen Velez, Bobby Sanabria, Benjamin Verdery, William Parker und anderen zu einem Förderer der Fusion indischer und westlicher Musik und Vertreter der World Music wurde. Mit Ned Rothenberg und Jerome Harris bildet er das Jazztrio Sync, mit Rudresh Mahanthappa und Vijay Iyer das Trio Manodharma.
Chatterjee unterrichtet seit Mitte der 1980er Jahre und ist Gründer und Direktor der Chhandayan Inc, einer Organisation, die sich der Erhaltung und Förderung indischer Musik widmet. Seit 2005 unterrichtet er außerdem an der Manhattan School of Music.

## Diskographie
- Samir Chatterjee, 1997
- Tabla Solo, 2000